# Regierung Jørgensen IV
Die sozialdemokratische Regierung Jørgensen IV (dän. regeringen Jørgensen IV) unter Ministerpräsident Anker Jørgensen war vom 26. Oktober 1979 bis zum 30. Dezember 1981 die dänische Regierung. Sie wurde von Margrethe II. ernannt.
Die Regierung Jørgensen IV war das 59. dänische Kabinett seit der Märzrevolution. Alle Minister wurden von der Socialdemokraterne gestellt.

## Kabinettsliste
| Ressort                  | Name                  | Lebensdaten | Amtsperiode                |
| ------------------------ | --------------------- | ----------- | -------------------------- |
| Ministerpräsident        | Anker Jørgensen       | 1922–2016   |                            |
| Äußeres                  | Kjeld Olesen          | * 1932      |                            |
| Finanzen                 | Svend Jakobsen        | * 1935      |                            |
| Verteidigung             | Poul Søgaard          | 1923–2016   |                            |
| Inneres                  | Henning Rasmussen     | 1926–1997   |                            |
| Justiz                   | Henning Rasmussen     | 1926–1997   | bis zum 20. Januar 1981    |
| Justiz                   | Ole Espersen          | * 1934      | ab dem 20. Januar 1981     |
| Wirtschaft               | Ivar Nørgaard         | 1922–2011   |                            |
| Industrie                | Erling Jensen         | 1919–2000   |                            |
| Umwelt                   | Ivar Nørgaard         | 1922–2011   | bis zum 28. Februar 1980   |
| Umwelt                   | Erik Holst            | 1922–2013   | ab dem 28. Februar 1980    |
| öffentliche Arbeiten     | Jens Risgaard Knudsen | 1925–1997   | bis zum 15. Oktober 1981   |
| öffentliche Arbeiten     | Knud Heinesen         | * 1932      | ab dem 15. Oktober 1981    |
| Soziales                 | Ritt Bjerregaard      | * 1941      |                            |
| Energie                  | Poul Nielson          | * 1943      |                            |
| Arbeit                   | Svend Auken           | 1943–2009   |                            |
| Fischerei                | Poul Dalsager         | 1929–2001   | bis zum 20. Januar 1981    |
| Fischerei                | Karl Hjortnæs         | * 1934      | ab dem 20. Januar 1981     |
| Wohnungen                | Erling Olsen          | 1927–2011   |                            |
| Landwirtschaft           | Poul Dalsager         | 1929–2001   | bis zum 20. Januar 1981    |
| Landwirtschaft           | Bjørn Westh           | * 1944      | ab dem 20. Januar 1981     |
| Kirche und Grönland      | Jørgen Peder Hansen   | 1923–1994   | bis zum 20. Januar 1981    |
| Kirche und Grönland      | Tove Lindbo Larsen    | 1928–2018   | ab dem 20. Januar 1981     |
| Kulturelle Anliegen      | Niels Matthiasen      | 1924–1980   | bis zum 16. Februar 1980 † |
| Kulturelle Anliegen      | Lise Østergaard       | 1924–1996   | ab dem 28. Februar 1980    |
| Nordische Zusammenarbeit | Lise Østergaard       | 1924–1996   | ab dem 28. Februar 1980    |
| Bildung                  | Dorte Bennedsen       | 1938–2015   |                            |
| Steuern und Abgaben      | Karl Hjortnæs         | * 1934      | bis zum 20. Januar 1981    |
| Steuern und Abgaben      | Mogens Lykketoft      | * 1946      | ab dem 20. Januar 1981     |
| ohne Geschäftsbereich    | Lise Østergaard       | 1924–1996   | bis zum 28. Februar 1980   |